# Protagrotis niveivenosa
Protagrotis niveivenosa là một loài bướm đêm trong họ Noctuidae.